# قرن عدوان (حريضة)
'

تعديل مصدري - تعديل

قرن عدوان هي إحدى قرى عزلة حريضة بمديرية حريضة التابعة لمحافظة حضرموت، بلغ تعداد سكانها 1047 نسمة حسب تعداد اليمن لعام 2004.